# Finala Cupei UEFA 2008
Finala Cupei UEFA 2008 a fost cea de-a 50-a finală din istoria Cupei UEFA, ce-a de-a doua cupă ca importanță din zona UEFA. Meciul s-a disputat pe stadionul City of Manchester Stadium, terenul formației Manchester City F.C. din Manchester, Anglia. la ora 20:45 CEST (19:45 timpl local) pe 14 mai 2008.
Meciul s-a disputat între echipele Zenit St. Petersburg din Rusia și Rangers din Scoția. Meciul a fost caracterizat în presă de duelul dintre Dick Advocaat, managerul celor de la Zenit, cu Walter Smith, managerul actual al celor de la Rangers, ambii câștigând titlul în Scoția, Smith în 1993, Advocaat în 1999.
Zenit a câștigat meciul cu 2–0, golurile fiind marcate de Igor Denisov și Konstantin Zyrianov, goluri ce au dus trofeul Cupei UEFA în ograda celor de la Zenit, care au câștigat astfel pentru prima dată trofeul Cupa UEFA și a devenit a doua echipă rusă care a câștigat acest trofeu după ȚSKA Moscova în sezonul 2004–05.
În ultimii ani, finalei Cupei UEFA i s-a dat o importanță aparte, cu un log unic, design complex și un fundal specific. Obiectivul este acela, ca acest eveniment sportiv să devină unul dintre cele mai importante din lumea sportului. Pe 6 decembrie, design-ul și logo-ul finalei au fost prezentate publicului, imaginea stadionului din Manchester fiind folosită de UEFA cu acordul creatorului său, Liam Spencer.

## Drumul spre finală

### Faza eliminatorie
| Zenit St. Petersburg                                                                         | Zenit St. Petersburg                                | Zenit St. Petersburg              | Rangers                           | Rangers                                                                            | Rangers                         |
| -------------------------------------------------------------------------------------------- | --------------------------------------------------- | --------------------------------- | --------------------------------- | ---------------------------------------------------------------------------------- | ------------------------------- |
| Villarreal A 1–0                                                                             | Pogrebnyak 63'                                      | Runda cu 32 de echipe Prima manșă | Runda cu 32 de echipe Prima manșă | Panathinaikos A 0–0                                                                |                                 |
| Villarreal D 1–2 Zenit St. Petersburg a câștigat cu avantajul golurilor marcate în deplasare | Pogrebnyak 31'                                      | A doua manșă                      | A doua manșă                      | Panathinaikos D 1–1 Rangers a câștigat cu avantajul golurilor marcate în deplasare | Novo 81'                        |
| Marseille D 1–3                                                                              | Arshavin 82'                                        | Șaisprezecimi Prima manșă         | Șaisprezecimi Prima manșă         | Werder Bremen A 2–0                                                                | Cousin 45' Davis 47'            |
| Marseille D 2–0 Zenit St. Petersburg a câștigat cu avantajul golurilor marcate în deplasare  | Pogrebnyak 39', 78'                                 | A doua manșă                      | A doua manșă                      | Werder Bremen A 0–1                                                                |                                 |
| Bayer Leverkusen D 4–1                                                                       | Arshavin 20' Pogrebnyak 52' Anyukov 61' Denisov 64' | Sferturi de finală Prima manșă    | Sferturi de finală Prima manșă    | Sporting Lisabona A 0–0                                                            |                                 |
| Bayer Leverkusen A 0–1                                                                       |                                                     | A doua manșă                      | A doua manșă                      | Sporting D 2–0                                                                     | Darcheville 60' Whittaker 90+2' |
| Bayern München D 1–1                                                                         | Lúcio 60' (a.g.)                                    | Semifinale Prima manșă            | Semifinale Prima manșă            | Fiorentina A 0–0                                                                   |                                 |
| Bayern München A 4–0                                                                         | Pogrebnyak 4', 73' Zyrianov 39' Fayzulin 54'        | A doua manșă                      | A doua manșă                      | Fiorentina D 0–0 (după prelungiri) Rangers a câștigat 4–2 la penalty-uri           |                                 |

## Prefața meciului
Zenit și Michel Platini au cerut guvernului britanic să ușureze obținerea vizei și alte proceduri pentru fanii ruși, în ciuda faptului că Rusia a anulat vizele pentru călătorii la fanii englezi până la Finala Ligii Campionilor 2008 de la Moscova. Cu toate acestea, directorul britanic al serviciului de vize pentru CSI, Mandy Ivemy, a declarat că "pentru guvernul britanic, vizele și controalele biometrice sunt o parte vitală a politicii de imigrare, și noi nu suntem pregătiți să renunțăm la ele".

## Echipele
Zenit St. Petersburg, echipa de unde provine unul din golgheterii competiției, Pavel Pogrebnyak, a fost suspendat pentru două avertismente primite în cadrul etapelor eliminatorii și a fost astfel suspendat pentru finală Totuși, echipa s-a putut baza pe aportul unor jucători excelenți ca și mijlocașii ofensivi Andrei Arshavin și Konstantin Zyrianov, ca și de sublimul Anatoliy Tymoschuk.
Walter Smith a început cu Jean-Claude Darcheville în atac și cu cinci mijlocași Steven Davis, Kevin Thomson, Steven Whittaker, Barry Ferguson și Brahim Hemdani. Neil Alexander era doar la al zecelea meci ca titular în poarta lui Rangers.

## Detalii despre meci
| Zenit St. Petersburg       | 2 - 0 | Rangers |
| -------------------------- | ----- | ------- |
| Denisov 72' Zyrianov 90+4' |       |         |

| Zenit St. Petersburg | Rangers |

| ZENIT ST. PETERSBURG: |    |                        |       |       |
|                       |    |                        |       |       |
| GK                    | 16 | Vyacheslav Malafeev    | 90+2' |       |
| RB                    | 22 | Aleksandr Anyukov      |       |       |
| CB                    | 4  | Ivica Križanac         |       |       |
| CB                    | 15 | Roman Shirokov         |       |       |
| LB                    | 11 | Radek Šírl             |       |       |
| DM                    | 44 | Anatoliy Tymoschuk (c) |       |       |
| RM                    | 18 | Konstantin Zyrianov    |       |       |
| LM                    | 27 | Igor Denisov           | 72'   |       |
| RW                    | 20 | Viktor Fayzulin        |       | 90+3' |
| LW                    | 10 | Andrei Arshavin        |       |       |
| CF                    | 9  | Fatih Tekke            |       |       |
| Rezerve:              |    |                        |       |       |
| GK                    | 1  | Kamil Čontofalský      |       |       |
| DF                    | 5  | Kim Dong-Jin           |       | 90+3' |
| MF                    | 2  | Vladislav Radimov      |       |       |
| MF                    | 25 | Fernando Ricksen       |       |       |
| MF                    | 57 | Aleksei Ionov          |       |       |
| MF                    | 88 | Olexandr Gorshkov      |       |       |
| FW                    | 7  | Alejandro Domínguez    |       |       |
| Antrenor:             |    |                        |       |       |
| Dick Advocaat         |    |                        |       |       |

| RANGERS:     |    |                         |       |     |
|              |    |                         |       |     |
| GK           | 13 | Neil Alexander          |       |     |
| RB           | 21 | Kirk Broadfoot          | 90+4' |     |
| CB           | 3  | David Weir              |       |     |
| CB           | 25 | Carlos Cuéllar          |       |     |
| LB           | 5  | Saša Papac              |       | 77' |
| DM           | 7  | Brahim Hemdani          |       | 80' |
| RM           | 28 | Steven Whittaker        |       | 86' |
| CM           | 6  | Barry Ferguson (c)      |       |     |
| CM           | 8  | Kevin Thomson           |       |     |
| LM           | 35 | Steven Davis            |       |     |
| CF           | 19 | Jean-Claude Darcheville |       |     |
| Rezerve:     |    |                         |       |     |
| GK           | 16 | Graeme Smith            |       |     |
| DF           | 30 | Christian Dailly        |       |     |
| MF           | 11 | Charlie Adam            |       |     |
| MF           | 39 | Amdy Faye               |       |     |
| FW           | 9  | Kris Boyd               |       | 86' |
| FW           | 10 | Nacho Novo              |       | 77' |
| FW           | 27 | Lee McCulloch           |       | 80' |
| Antrenor:    |    |                         |       |     |
| Walter Smith |    |                         |       |     |

| Omul meciului: Fatih Tekke (Zenit) Arbitri asistenți: Stefan Wittberg Henrik Andren Arbitru de rezervă: Martin Ingvarsson |